# 本郷通商店街

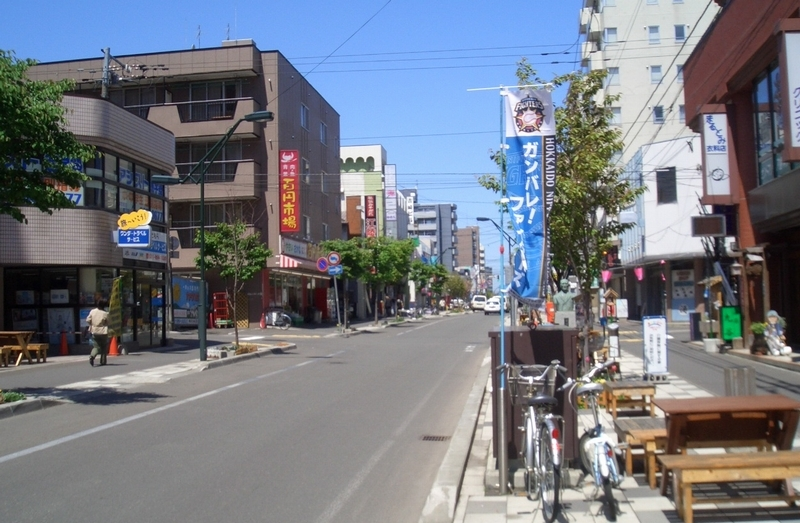
本郷通商店街（本郷通8丁目近辺）

本郷通商店街（ほんごうどおりしょうてんがい）は、北海道札幌市白石区にある本郷通沿いの商店街。

## 概要
- 周辺一帯はマンションと商業施設が多い。
- この商店街の中心を通る水源池通の着工前は、本郷通7丁目と8丁目はつながっていた。
- 6丁目～9丁目の道路は1979年（昭和54年）8月完成のショッピングモールにより、現在は西方向への一方通行である。

## 範囲
札幌市白石区本郷通6～9丁目の本郷通沿い。10丁目以降にも多少店や飲食店があるので
13丁目までも範囲にあたることもある。

## アクセス
- 地下鉄東西線南郷7丁目駅一番出口から徒歩約5分
- 地下鉄東西線南郷13丁目駅一番出口から徒歩約10分

## 商店街の店舗
- コープさっぽろ本郷店
- 北洋銀行本郷店

### 美容院・理容室
- 誠髪本郷店

### 飲食店
- 酒菜九谷
- 木の吉
- カリー&バーグ
- マジックスパイス：スープカレー発祥店。一十三十一の実家でもある。

### その他
- 札幌市立白石中学校

## ここで行われる祭り等
- 萬蔵祭
  - 商店街生みの親とも言われる長浜万蔵を称えた祭り。毎年8月に開催される。

## 歴史
- 地主主導による農地の解放、区画整理事業を推進。土地代金を格安にし、6丁目～9丁目の4区画に商店を出店させる計画を立案。そのため、住宅よりも商店街が先に形成された。
- 1964年（昭和39年）8月 商店街を統括する本郷商店街振興組合が発足。
- 1965年（昭和40年） 商店街の生みの親でもある長浜万蔵の胸像を建立。
- 1977年（昭和52年） ショッピングモールの整備開始。
- 1979年（昭和54年）8月 車両の一方通行、街路樹などを設置したショッピングモールの整備が完了。
- 1987年（昭和62年）8月 萬蔵祭が始まる。